# Intermediální hornina

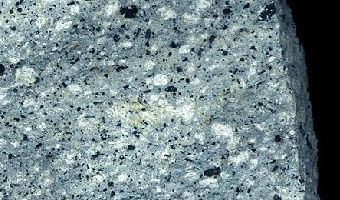
Neogenní andezit, Krupina, Štiavnické vrchy

Intermediální hornina je magmatická hornina, jejíž chemické složení odpovídá rozhraní mezi kyselými (felsickými) a bazickými horninami. Tavenina (magma) odpovídajícího složení je obyčejně označována jako andezitická.
Intermediální horniny obsahují 52 až 65 % SiO2. Křemen jako takový tvoří méně než 20 % jejich minerálů, významné jsou také živce, hlavně plagioklasy s obsahem anortitové složky 10-50 % nebo alkalické živce. Mezi typické intermediální horniny patří vulkanické andezity, a jejich hlubinné ekvivalenty, diority. Mezi další intermediální horniny patří trachyt a syenit. V diagramu QAPF jsou intermediální horniny zobrazovány spolu s bazickými v pravém rohu diagramu u vrcholu P, protože obsahují hlavně plagioklasy.
Intermediální horniny vznikají hlavně v oblastech vulkanických ostrovních oblouků. Jejich původ v tomto prostředí se dovozuje od parciálního tavení kůry a pláště nad subdukčními zónami, kde unikající fluida z nořících se desek natavují své nadloží. Takové magma se označuje jako vápenato-alkalické. Ke vzniku intermediálních hornin však nedochází pouze ve vulkanických obloucích ale i v jiných geotektonických prostředích mimo okraje kontinentů, například v středooceánských hřbetech nebo v riftových oblastech. Usuzuje se proto, že menší množství magmatu intermediálního složení mohou vznikat i mícháním magmatu čedičového a granitického složení; frakční krystalizací z minerálů bohatých železo nebo komplexními reakcemi mezi krystalizující fází a koexistující taveninou.